# Lepanthopsis hotteana
Lepanthopsis hotteana är en orkidéart som först beskrevs av Rudolf Mansfeld, och fick sitt nu gällande namn av Leslie Andrew Garay. Lepanthopsis hotteana ingår i släktet Lepanthopsis och familjen orkidéer.
Artens utbredningsområde är Haiti. Inga underarter finns listade i Catalogue of Life.